# Ficus ingens
Espèce
Classification phylogénétique
Ficus ingens est une espèce de plantes à fleurs du genre Ficus et de la famille des moracées. C'est un arbre présent en Éthiopie.